# Ornella Ferrara
Ornella Ferrara (Limbiate, 17 april 1968) is een Italiaanse langeafstandsloopster, die zich heeft gespecialiseerd in de marathon. Ze werd Italiaans kampioene op de halve marathon. Tweemaal nam zij deel aan de Olympische Spelen, met een dertiende plaats op de marathon als beste resultaat.

## Loopbaan
Haar grootste succes is het winnen van een bronzen medaille op de wereldkampioenschappen van 1995 in Göteborg. 
Ferrara won voorts de marathon van Venetië (1994), de marathon van Capri (1997), de marathon van Genua (2004) en de marathon van Rome (2004). In 1997 werd ze vijfde in de New York City Marathon.
Ornella Ferrara is getrouwd en heeft één kind.

## Titels
- Italiaans kampioene marathon - 2004

## Persoonlijke records
| Onderdeel      | Prestatie | Datum            | Plaats    |
| -------------- | --------- | ---------------- | --------- |
| 5000 m         | 18.51,58  | 7 mei 2017       | Genève    |
| 10 km          | 33.51     | 20 mei 2004      | Milaan    |
| 15 km          | 53.56     | 31 december 1999 | São Paulo |
| 10 Eng. mijl   | 55.48     | 12 juni 2004     | Lelystad  |
| halve marathon | 1:11.46   | 27 februari 2000 | Turijn    |
| 25 km          | 1:27.21   | 6 mei 2001       | Berlijn   |
| marathon       | 2:27.49   | 28 maart 2004    | Rome      |

## Palmares

### 5 km
- 2001: 4e Memorial Pepe Greco in Scicli - 17.13

### 10 km
- 1995:  Trofeo CAS in Seveso - 34.57
- 1997:  n/a in Diano Marina - 33.50
- 2000:  Corrida Internacional San Felipe y Santiago in Montevideo - 32.45
- 2000: 13e Avon Running Global Championship in Milaan - 34.10
- 2000:  Le Colline del Secchia in Castellarano - 33.31
- 2004:  Avon Running Milano in Milaan - 34.10
- 2008:  Giro delle Mura in Loano - 34.46
- 2009:  Giro delle Mura in Loano - 34.53
- 2011:  Giro delle Mura in Loano - 34.54

### 10 Eng. mijl
- 1995:  Grand Prix von Bern - 57.09,6
- 1996:  Grand Prix von Bern - 56.26,7
- 1997:  Grand Prix von Bern - 55.53,6
- 2000: 5e Zeebodemloop - 56.20
- 2004: 4e Zeebodemloop - 55.48

### 20 km
- 2000:  Antibes - 1:09.05

### halve marathon
- 1989:  halve marathon van Nizza Monferrato - 1:18.07
- 1991:  halve marathon van Gargnano - 1:13.59
- 1992: 8e halve marathon van Triggiano - 1:16.37
- 1993:  halve marathon van Milaan - 1:15.46
- 1993:  halve marathon van Triggiano - 1:12.23
- 1994:  halve marathon van Nice - 1:13.00,00
- 1994:  halve marathon van Imperia - 1:15.46
- 1995:  halve marathon van Marrakech - 1:11.32
- 1995: 4e halve marathon van Ostia - 1:14.01
- 1995: 40e WK in Belfort - 1:14.33
- 1996:  halve marathon van Albenga - 1:14.10
- 1997:  halve marathon van Beausoleil - 1:23.46
- 1997:  halve marathon van Villa Lagarina - 1:14.11
- 1997:  halve marathon van Rio de Janeiro - 1:14.53
- 1997:  halve marathon van Imperia - 1:17.35
- 1998: 4e halve marathon van Cannes - 1:16.34
- 1999:  halve marathon van Vado Ligure - 1:14.53
- 2000:  halve marathon van Turijn - 1:11.46
- 2000:  halve marathon van Lille - 1:11.48
- 2000:  halve marathon van Varazze - 1:14.32
- 2001:  halve marathon van Cannes - 1:15.34
- 2001:  halve marathon van Turijn - 1:13.48
- 2003:  halve marathon van Nice - 1:14.34
- 2003:  halve marathon van Varazze - 1:15.45
- 2004:  halve marathon van Ceriale - 1:13.36
- 2004:  halve marathon van Turijn - 1:14.58
- 2004:  halve marathon van Varazze - 1:15.17
- 2007: 5e halve marathon van Bologna - 1:15.57
- 2007:  halve marathon van Turijn - 1:14.08
- 2008:  halve marathon van Santa Margherita Ligure - 1:16.11
- 2008:  halve marathon van Piacenza - 1:16.04
- 2008:  halve marathon van Bologna - 1:16.22
- 2008:  halve marathon van Milaan - 1:15.00
- 2008:  halve marathon van Cernusco sul Naviglio - 1:18.22
- 2008:  halve marathon van Rovegno - 1:17.49
- 2008:  halve marathon van Cantu - 1:16.57
- 2008:  halve marathon van Bologna - 1:15.05
- 2008:  halve marathon van Brescia - 1:14.37
- 2008:  halve marathon van Pavia - 1:16.01
- 2008:  halve marathon van San Remo - 1:16.07
- 2009:  halve marathon van Ceriale - 1:16.42
- 2009:  halve marathon van Santa Margherita Ligure - 1:16.23
- 2009:  halve marathon van Imperia - 1:18.23
- 2009:  halve marathon van San Remo - 1:16.07
- 2010:  halve marathon van Senago - 1:17.21
- 2010: 4e halve marathon van Busto Arsizio - 1:19.09
- 2011:  halve marathon van Imperia - 1:18.45
- 2011:  halve marathon van Alassio - 1:15.28
- 2012:  halve marathon van Imperia - 1:18.49
- 2012:  halve marathon van Alassio - 1:18.43
- 2012:  halve marathon van Loano - 1:18.14
- 2014:  halve marathon van Imperia - 1:21.11
- 2015:  halve marathon van Savona - 1:20.22
- 2015: 5e halve marathon van Loano - 1:20.00
- 2015:  halve marathon van Sanremo - 1:19.59
- 2016:  halve marathon van San Giorgio di Albenga - 1:19.21
- 2016:  halve marathon van Imperia - 1:18.48
- 2016:  halve marathon van Savona - 1:20.56

### 25 km
- 2001: 4e 25 km van Berlijn - 1:27.21

### 30 km
- 2012:  Sardegna - 1:54.13

### marathon
- 1993: 11e marathon van San Sebastian - 2:35.08
- 1994:  marathon van Turijn - 2:32.24
- 1994: 4e EK - 2:31.57
- 1994:  marathon van Venetië - 2:32.16
- 1995:  marathon van Vigarano Mainarda - 2:39.34
- 1995: 4e marathon van Athene - 2:32.56
- 1995:  WK - 2:30.11
- 1996: 13e OS - 2:33.09
- 1996:  marathon van Rome - 2:31.30
- 1997:  marathon van Turijn - 2:28.01
- 1997: 5e WK - 2:33.10
- 1997:  marathon van Carpi - 2:28.43
- 1997: 5e New York City Marathon - 2:31.44
- 2000: 7e Boston marathon - 2:30.20
- 2000: 18e OS - 2:31.32
- 2000:  marathon van Carpi - 2:28.59
- 2000: 17e marathon van Tokio - 2:39.38
- 2001:  marathon van San Diego - 2:29.35
- 2001: 14e WK - 2:32.45
- 2001:  marathon van Milaan - 2:30.25
- 2003:  marathon van Berlijn - 2:28.28
- 2003:  marathon van Venetië - 2:31.48
- 2004:  marathon van Gênes - 2:40.12
- 2004:  marathon van Rome - 2:27.49
- 2004:  marathon van Palermo - 2:38.21
- 2007:  marathon van Carpi - 2:30.18
- 2008: 11e marathon van Dubai - 2:37.37
- 2008:  marathon van Brescia - 2:34.47
- 2008: 7e marathon van Frankfurt - 2:32.13
- 2009:  marathon van Trévise - 2:37.36
- 2011: 9e marathon van Turijn - 2:36.52
- 2012:  marathon van Napels - 2:41.15